# 1260

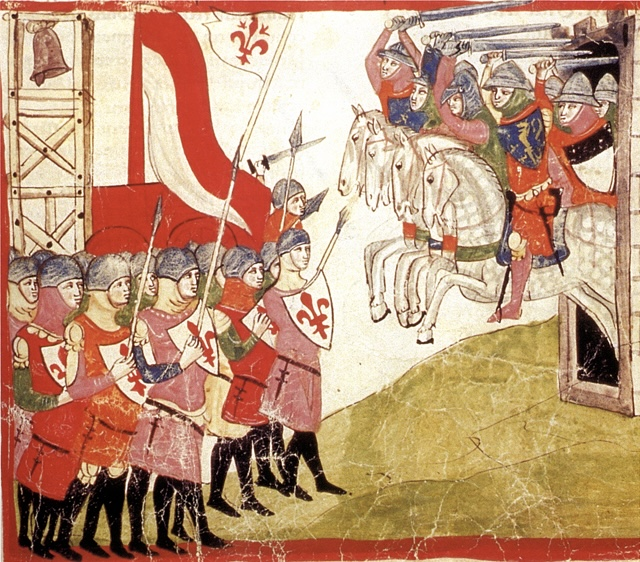
Slag bij Montaperti

Het jaar 1260 is het 60e jaar in de 13e eeuw volgens de christelijke jaartelling.

## Gebeurtenissen
september
- 3 - Slag bij Ain Jalut: De Mamelukken onder Baibars verslaan de Mongolen onder leiding van Kitbuqa in Palestina. Dit geldt als de eerste echte grote nederlaag van de Mongolen, die Egypte niet kunnen veroveren.
- 4 - Slag bij Montaperti: De Ghibellijnen van Siena verslaan de Welfen van Florence.
- september - Een Castiliaanse vloot van 37 oorlogsschepen onder admiraal Ruy López de Mendoza landt in de Marokkaanse kapersstad Salé, richt er een bloedbad aan en voert drieduizend inwoners mee als slaven.

zonder datum
- Michaël VIII Palaiologos van Nicea belegert Constantinopel. De belegering mislukt, en hij sluit een wapenstilstand voor 1 jaar.
- Op twee afzonderlijke khuriltais worden Koeblai en Ariq Boke tot grootkan gekozen, wat leidt tot een burgeroorlog binnen het Mongoolse Rijk, de Toluidische Successieoorlog.
- Julian Grenier, heer van Sidon, verkoopt de heerlijkheid aan de Tempeliers. Hij behoudt zijn titel, maar enkel titulair.
- Het klooster Mariënkamp wordt verplaatst van Coevorden naar een plaats in Midden-Drenthe, die later zal uitgroeien tot de stad Assen. (jaartal bij benadering)
- Het Kattendiep in Groningen wordt gegraven.
- Niccolò en Maffeo Polo vertrekken vanuit Constantinopel naar de Krim, het begin van hun reis naar Azië.
- oudst bekende vermelding: Bihać, Goudriaan (2 mei), Putte, Schepdaal

## Kunst en literatuur
- De kathedraal van Chartres wordt ingewijd.
- gebouwd: Palazzo San Giorgio, Genua
- gebouwd: Kasteel Montfort (jaartal bij benadering)

## Opvolging
- kanaat van Chagatai - Mubarak Shah opgevolgd door zijn oom Alghu
- patriarch van Constantinopel - Niceforus II als opvolger van Arsenius Autoreianus
- Kleef - Diederik VI opgevolgd door Diederik VII
- Mamelukken (Egypte) - Qutuz opgevolgd door Baibars
- Mongolen - Koeblai Khan als opvolger van Möngke Khan
- Saksen - Albrecht I opgevolgd door zijn zoons Johan I en Albrecht II
- Sleeswijk - Erik I als opvolger van zijn broer Waldemar III

## Afbeeldingen

Troepenbewegingen voor de Slag bij Ain Jalut
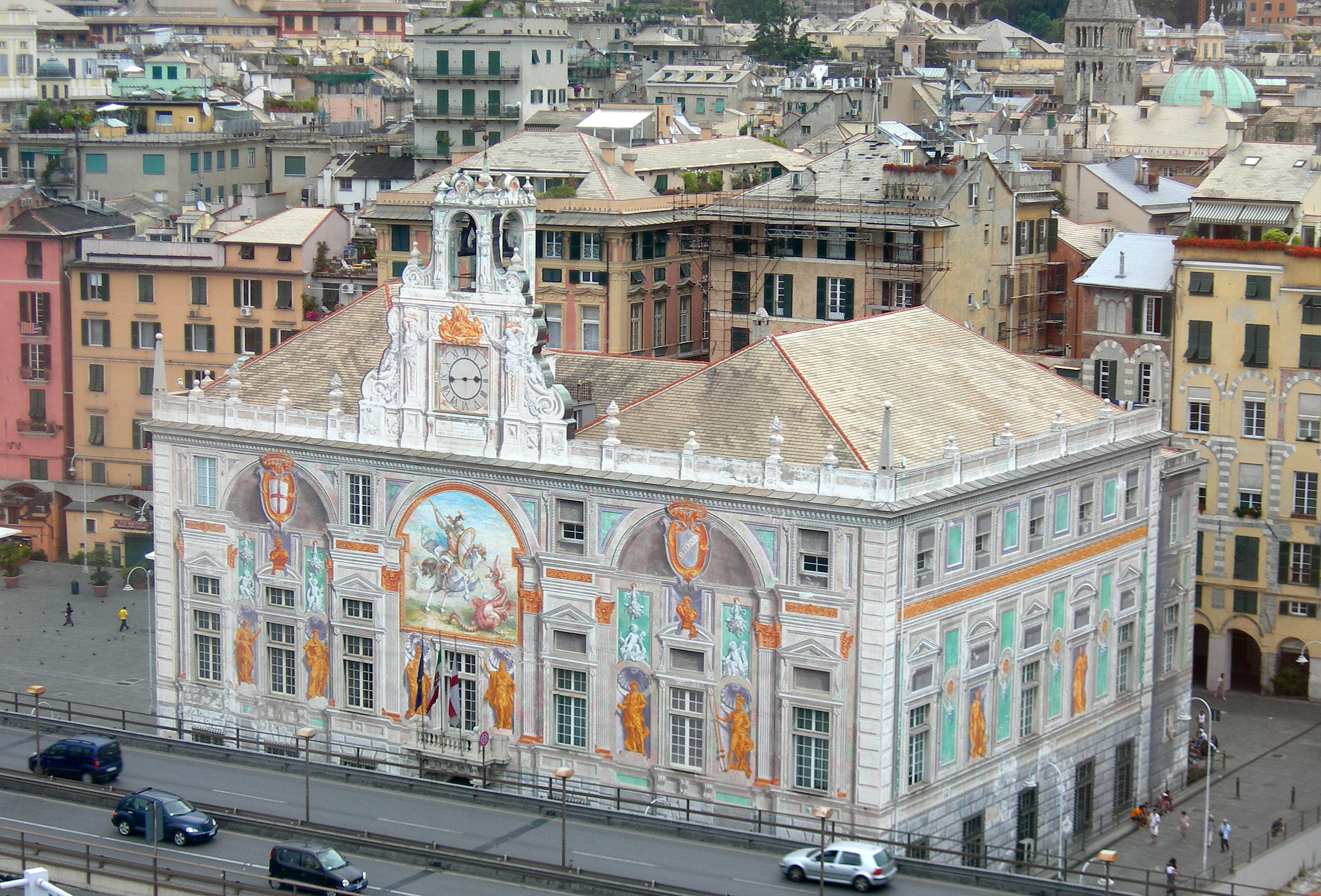
Palazzo San Giorgio
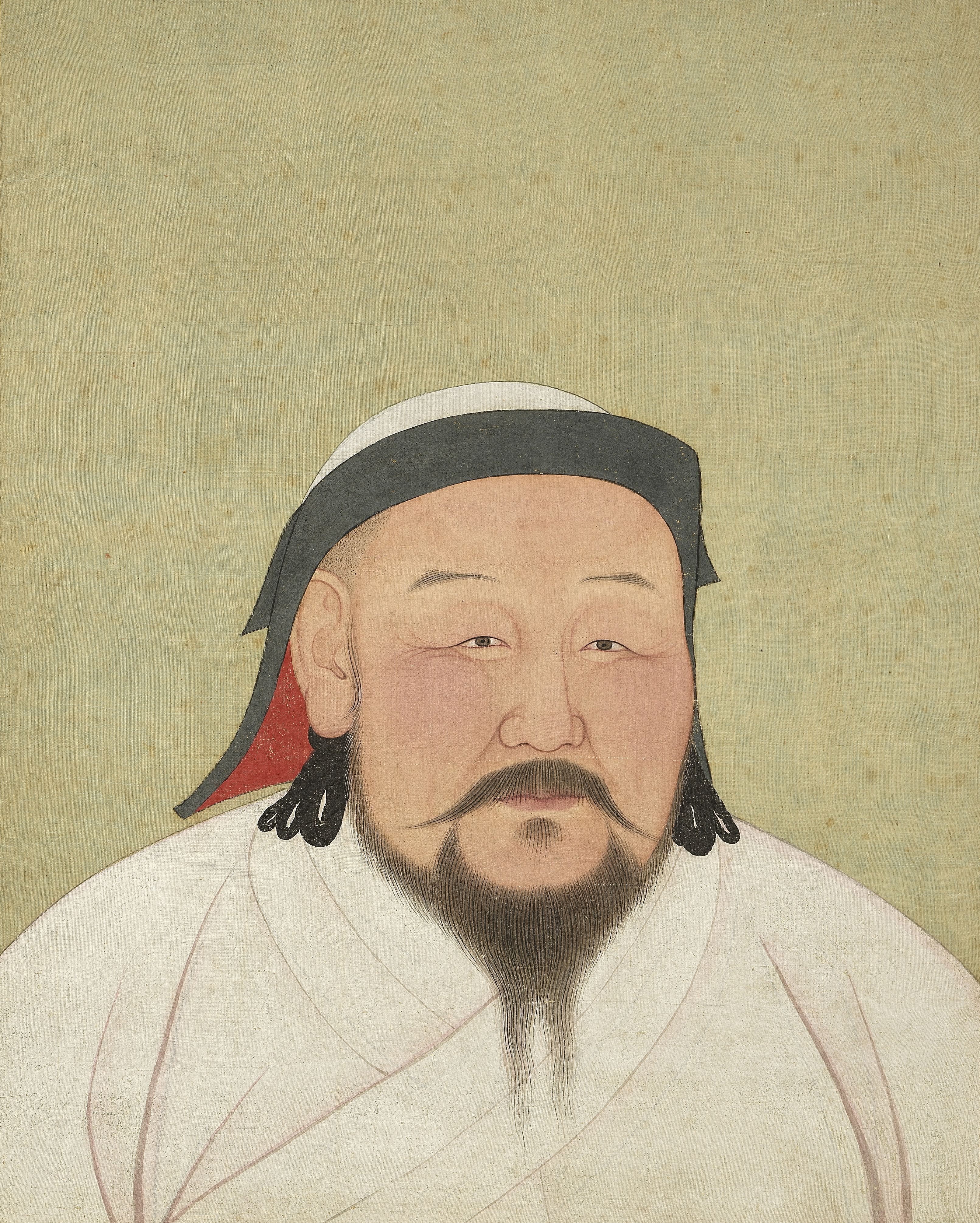
Koeblai Khan
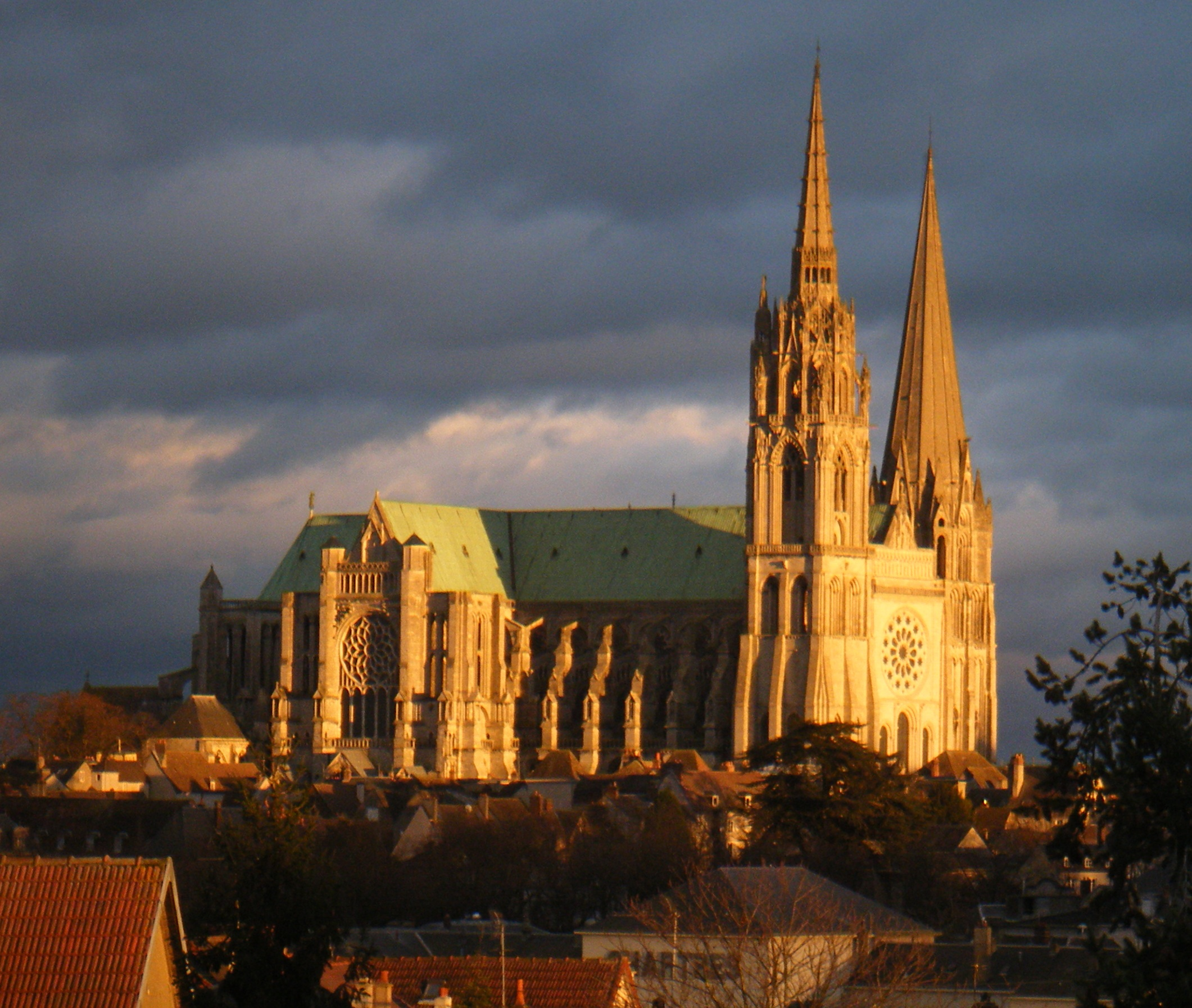
Kathedraal van Chartres
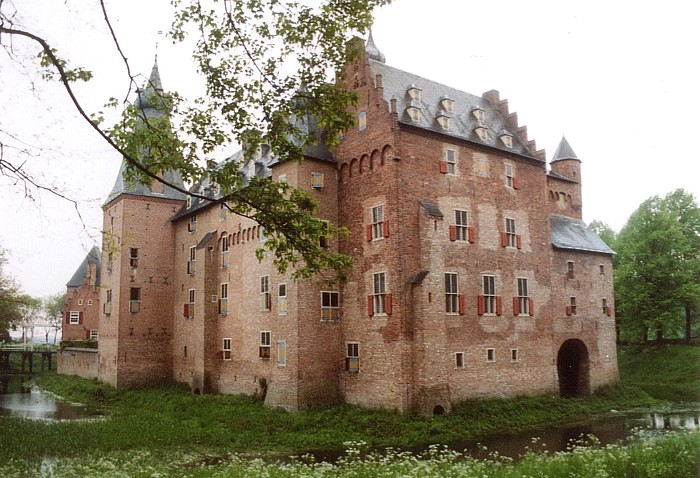
Kasteel Doorwerth (oudste vermelding ca. 1260)

## Geboren
- Wladislaus de Korte, groothertog en koning van Polen (1306-1333)
- Agnes Capet, echtgenote van Robert II van Bourgondië (jaartal bij benadering)
- Cecco Angiolieri, Italiaans dichter (jaartal bij benadering)
- Meester Eckhart, Duits theoloog en filosoof (jaartal bij benadering)
- Guillaume de Nogaret, Frans rechtsgeleerde (jaartal bij benadering)

## Overleden
- 7 oktober - Albrecht I, hertog van Saksen (1212-1260)
- 24 oktober - Saif ad-Din Qutuz, sultan van Egypte (1259-1260) (vermoord)
- 29 oktober - Cunigunda van Oldenburg (~56), Duits edelvrouw
- Jutta van Sangerhausen, Duits edelvrouw en kloosterlinge
- Maria van Brabant, echtgenote van keizer Otto IV
- Constance van Toulouse, echtgenote van Sancho VII van Navarra (jaartal bij benadering)

- Hugolinus van Gualdo (60), Italiaans kluizenaar en kloosterstichter